# Lancea Regis dénár

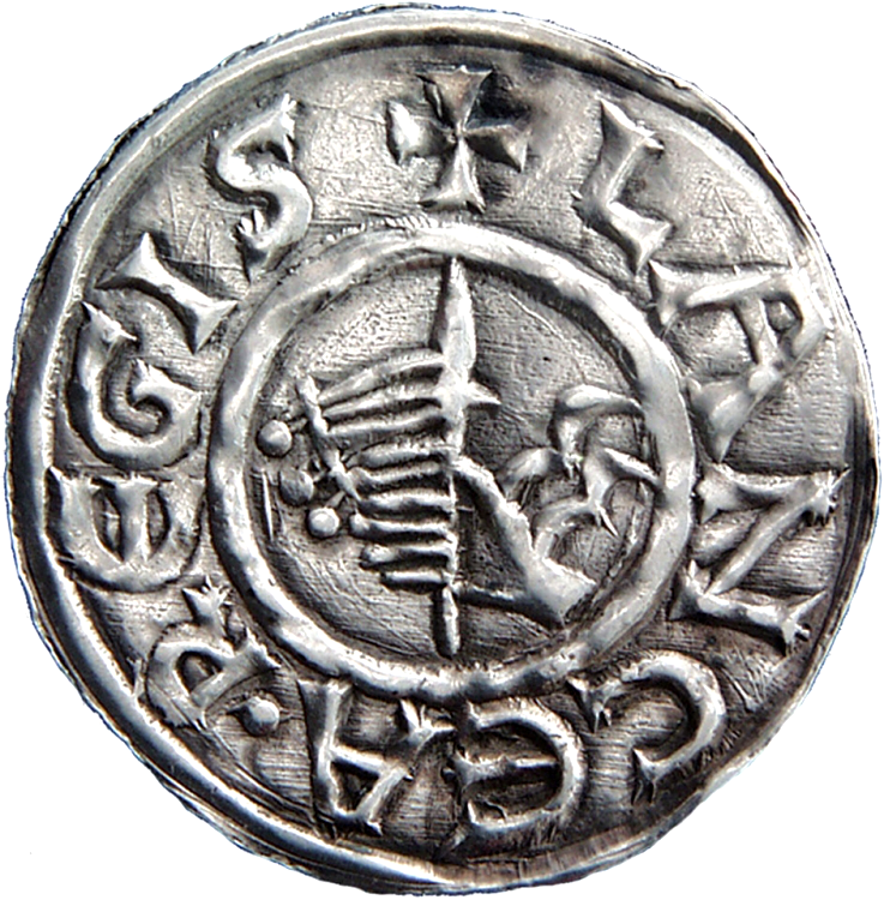
A Lancea Regis dénár

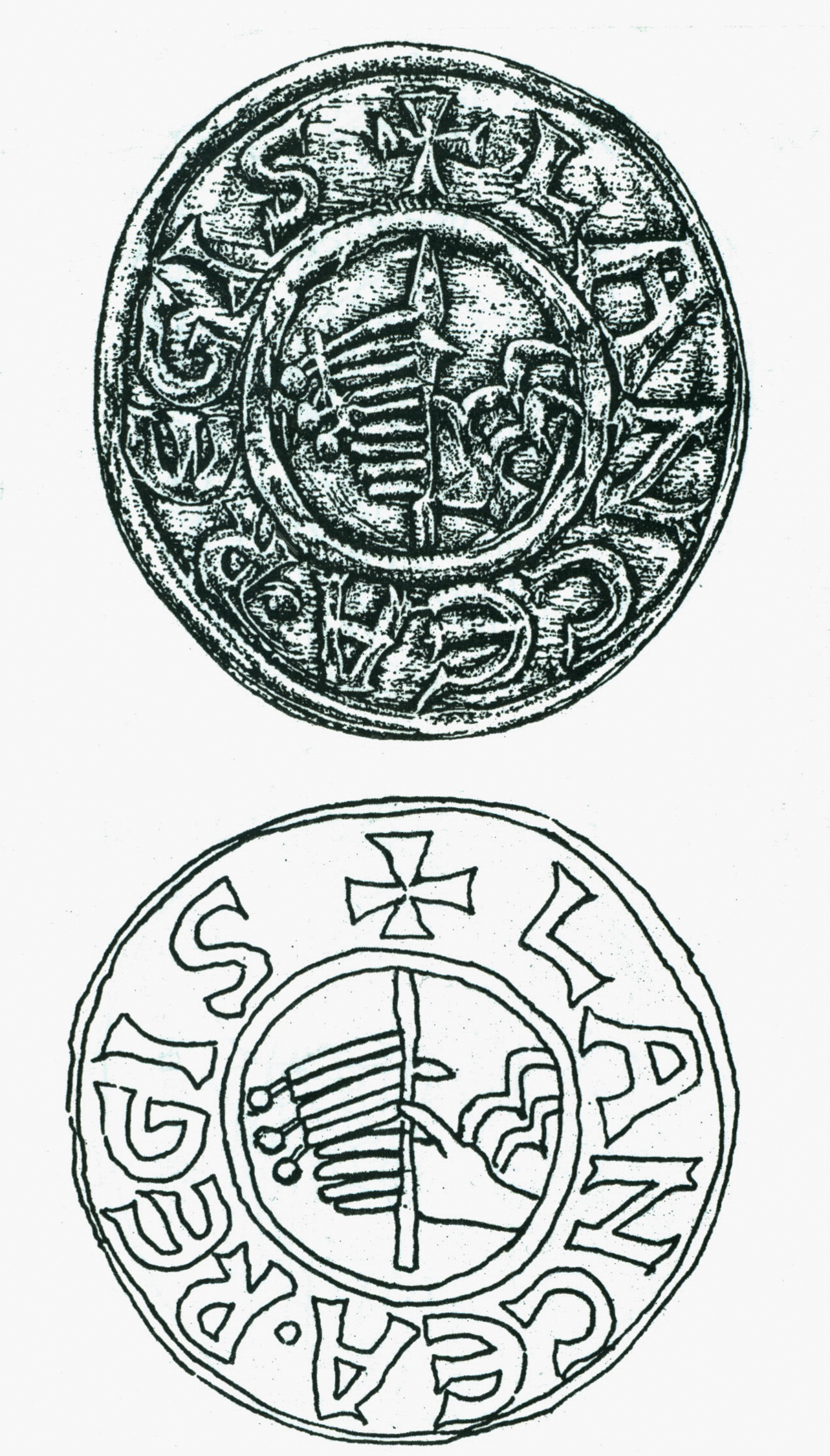
1968-ban a Nagyharsányban talált dénáron, a Lancea Regis felirat jelentése: a király lándzsája, a hatalmat szimbolizáló lándzsa motívumként is megjelenik az érmén

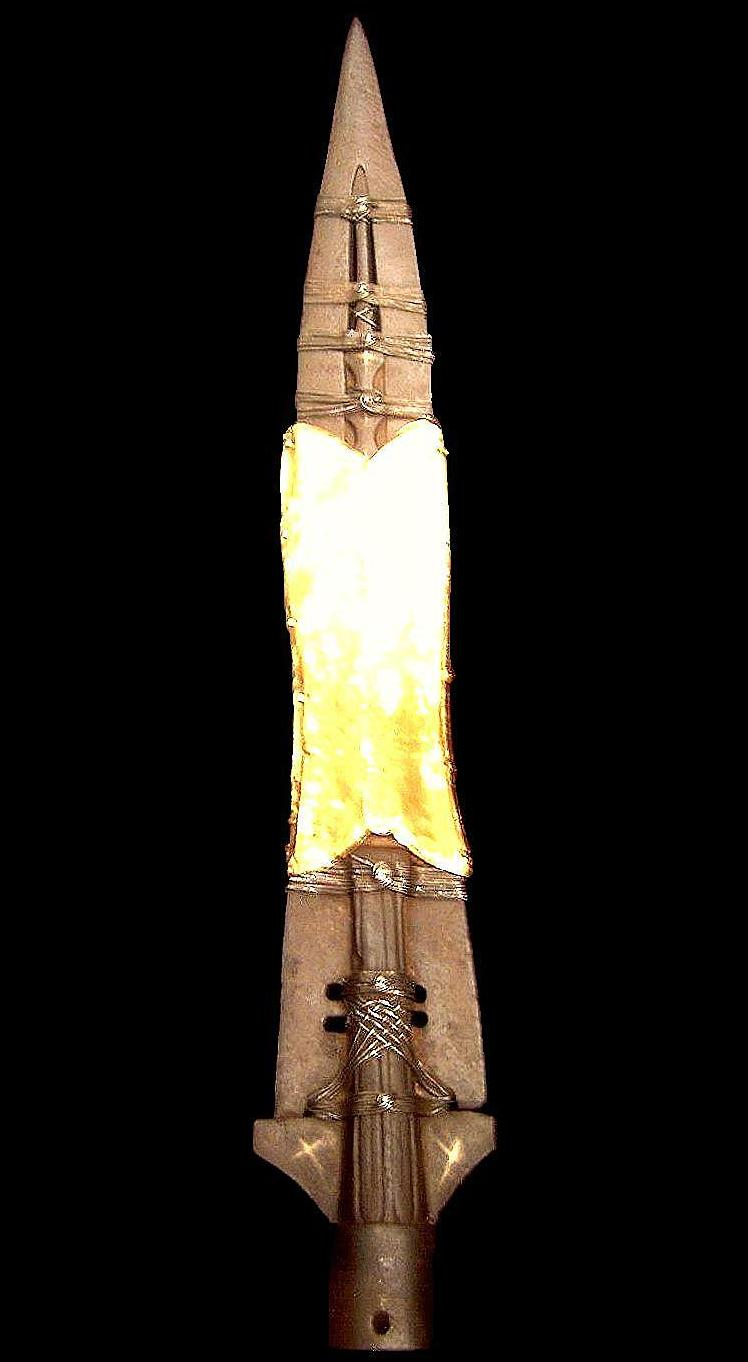
Az Ottó császár által Szent Istvánnak adott lándzsa. Az ereklye később a Hohenstaufen-dinasztiához, s végül a Habsburgokhoz került, ma a bécsi Schatzkammerben a Habsburgok volt kincstárában őrzik

A középkori magyar pénzverés egyik legszebb emléke az Esztergomban vagy Székesfehérvárott Szent István király által veretett Lancea Regis feliratú dénár. Szent István ezüst denárján vágásos zászlóval díszített lándzsát tartó kéz illetve a másik oldalán stilizált templom található.  A 11. század első felében a magyar királyi jelvények közé tartozó, ereklyehordozó fegyverről, melyet Ottó császár Szent István királyunknak adott nászajándékba, Ademari Cabannensis kódexében találunk utalást, hogy III. Ottó császár a magyar uralkodónak „megengedte nagylelkűen, hogy királysága legyen, engedelmet adva neki arra, hogy mindenhol szent lándzsát hordoztasson, amint a császárnak szokása, és az Úr szegeiből és Szent Móric lándzsájából saját lándzsáján való ereklyéket engedett át neki”. A császár lándzsajelvényét egy frank szárnyaslándzsából alakították ki úgy, hogy a pengéjébe egy hosszanti nyílást vágtak, s ebbe erősítették négyszeri ezüst drótköteggel a „Jézus keresztjének szent szöge” ereklyét. A híradás hitelességét a magyar királylándzsa két ábrázolása is megerősíti. Az 1031-ben befejezett, később koronázási palástként használt székesfehérvári miseruha alsó sávján ábrázolt Szent István kezében van a királylándzsának megfelelő szárnyaslándzsa. A másik kép az első magyar dénáron a ruhaujjból a király  kezében frank szárnyaslándzsát ábrázoltak. A pénz különlegessége, hogy nem a pénz kibocsátójára, hanem magára a tárgyra utal. A botnyelű lándzsa ismeretében  történészek igazoltnak vélik, hogy  Istvánt az Egbert-ordo alapján avatták királlyá, azonosítva az ordo szertartásrendjében ismert jogart és botot (bakulus), a dénáron ábrázolt Isten által a királynak átnyújtott Lancea Regis lándzsával.
1968-ban a Baranya megyei Nagyharsány község melletti kőbányában földmunkák közepette a buldózer egy cserépedényt tört össze, amelynek darabjai közül ékszerek és pénzek kerültek napvilágra. A pénzek egy része bizánci, német és cseh veret volt, amelyek közül a legfiatalabb kibocsátás Bruno augsburgi püspök (1006-1029) denára volt, ami alapján a kincs elrejtése 1006 utánra keltezhető. A lelet tartalmazott ezeken kívül 40 darabot egy addig ismeretlen pénzből.
Ennek előlapján gyöngykörben +LANCEA REGIS (a király lándzsája) körirat olvasható, a belső gyöngykörben jobbról benyúló kar zászlós lándzsát tart. A hátlapon gyöngykörben +REGIA CIVITAS (királyi város) körirat, a belső gyöngykörben karoling templom különösen átformált ábrázolása, a tető és a lépcsősor között, az oszlopsor helyén a köriratra visszautaló RECI felirattal. A pénzek átlagsúlya 1,3 gramm, átmérőjük 22 mm körül van. Ilyen felirat a különféle országok számtalan pénzverete közül egyedül István király (STEPHANUS REX) pénzeit és I. Endre (ANDREAS REX) első, trónra lépésekor vert féldénárját díszíti, s így magyarországi eredete és a XI. század első felére mutató kora kétségtelen. A veret idejét István király uralkodásának idejére valószínűsíti az a körülmény, hogy 1,26 g átlagsúlyával követi István sógora, Henrik bajor herceg 995-1002 között vert dénárjának 1,25g átlagsúlyát.
A lelet kapcsán megindult kutatás megállapította, hogy a körirattal is egyértelművé tett előlapi lándzsaábrázolás csakis I. István hatalmi jelvénye lehetett, amilyennel a koronázási paláston is találkozunk a király kezében. A hátlapon a Nyugat-Európában elterjedt, ún. karoling templomábrázolás sajátságos megjelenítésű képe látható az István másik pénzén, és utódai veretein látható REGIA CIVITAS köriratban. A templom képe nem a hagyományos merev nyugat-európai ábrázolás, hanem rokonságot mutat a honfoglaló magyarság ötvösművészetével, vagyis a nyugati mintát a magyar ötvös lényegesen átalakította, hasonlatossá téve azt a honfoglalás korának mintakincséhez. A király lándzsája hatalmi szimbólumként jelenik meg államalapítónk pénzén, a templom pedig arra utal, hogy Szent István térítette meg a pogány magyarságot, illetve ő kezdte meg a magyar egyházszervezet kiépítését.